# Главное административно-хозяйственное управление СС
Главное административно-хозяйственное управление СС (нем. SS-Wirtschafts- und Verwaltungshauptamt; SS-WVHA) — одно из ведущих подразделений СС, руководившее всей хозяйственной деятельностью СС, в том числе эксплуатацией труда заключенных концентрационных лагерей.

## История

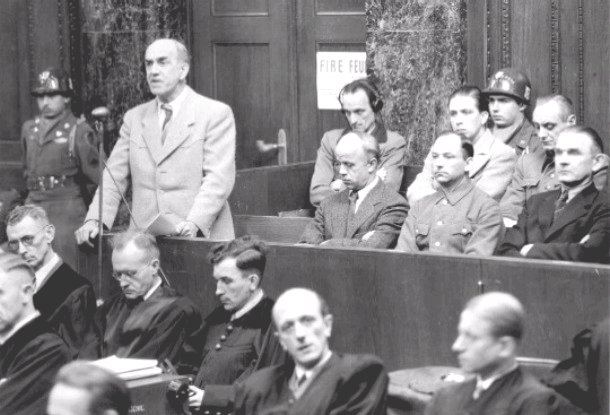
Руководители ВФХА на Процессе по делу Главного административно-хозяйственного управления СС. На скамье подсудимых в первом ряду слева направо: Освальд Поль, Август Франк, Гейнц Карл Фанслау, Ганс Георг Лёрнер. Во втором ряду слева направо: Франц Эйреншмальц, Карл Зоммер, Герман Поок. Нюрнберг, 22 сентября 1947 года

Создано 1 февраля 1942 года на базе Главного управления администрации и хозяйства СС. Благодаря стараниям Освальда Поля СС получила в своё распоряжение огромную промышленную империю, которая во многом могла обеспечить СС всем необходимым. Кроме того, ВФХА занималось предоставлением за плату заключенных концлагерей в распоряжение германской промышленности, а также ограблением заключенных (в том числе использованием и переработкой трупов).
Бессменным начальником ВФХА был обергруппенфюрер СС Освальд Поль. После окончания войны высшие руководители ВФХА были осуждены на Процессе по делу Главного административно-хозяйственного управления СС.

## Структура
В состав ВФХА входили следующие подразделения:
- Начальник: обергруппенфюрер СС и генерал войск СС Освальд Поль
  - Заместители начальника: обергруппенфюрер СС, генерал войск СС и полиции Август Франк (1 февраля 1942 — 8 мая 1945 года) и группенфюрер СС, генерал-лейтенант войск СС Георг Лёрнер (с сентября 1943 года).
    - Адъютантура
    - Личное бюро начальника ВФХА
    - Судебный чиновник и офицер безопасности
    - Промышленный контролер
    - Инспектор предприятий
    - Главное управление импорта
    - Главный комендант
    - Архив

Управленческая группа «А» (войсковое управление) (Amtsgruppe A «Truppenverwaltung»)
- Начальники: обергруппенфюрер СС и генерал войск СС и полиции Август Франк (1 февраля 1942 — 16 декабря 1944 года); бригадефюрер СС и генерал-майор войск СС Гейнц Карл Фанслау (нем.) (Heinz Karl Fanslau) (16 декабря 1944 — 8 мая 1945 года; 16 сентября 1943 — 16 декабря 1944 года. и. о.)
  - Заместители: бригадефюрер СС и генерал-майор войск СС Гейнц Карл Фанслау (нем.) (февраль 1942 — сентябрь 1944 года, Йоханнес Георг Лёрнер (сентябрь 1944 — май 1945 года)

- Amt А I (бюджет) (Amt A I «Haushaltsamt»), начальник: Йоханнес Георг Лёрнер (февраль 1942—1945)
  - A I 1 (бюджет Войск СС) (A I 1 «Haushalt der Waffen-SS»)
  - A I 2 (бюджет Общих СС) (A I 2 «Haushalt der Allgemeinen SS»)
  - A I 3 (сберегательное общество СС) (A I 3 «Spargemeinschaft»)
- Amt A II (касса и зарплата) (Amt A II «Kassen- und Besoldungswesen»), начальники: Густав Эггерт (Gustav Eggert) (до апреля 1944 года), Йоханнес Георг Лёрнер (с апреля 1944 года)
  - A II 1 (служба зарплаты) (A II 1 «Besoldungswesen»)
  - A II 2 (кассовая и бухгалтерская служба) (A II 2 «Kassen- und Rechnungswesen»)
  - A II 3 (налоговая служба) (A II 3 «Gebührnisstelle»)
- Amt A III (правовая служба) (Amt A III «Rechtsamt»)
  - A III 1 (общие правовые, налоговые и договорные вопросы) (A III 1 «Allgemeine Rechts-, Steuer- und Vertragsangelegenheiten»)
  - A III 2 (кадастр) (A III 2 «Grundstücks- und Gebäudekataster»)
- Amt A IV (служба контроля) (Amt A IV «Prüfungsamt»), начальник: штандартенфюрер СС Йозеф Теодор Фогт (нем.) (Josef Theodor Vogt) (весна 1942 — май 1945 года)
  - A IV 1 (проверка кассы и счетов) (A IV 1 «Prüfung des Kassen- und Rechnungwesens»)
  - A IV 2 (проверка военно-промышленных предприятий) (A IV 2 «Prüfung der truppenwirtschaftlichen Einrichtungen»)
- Amt A V (кадровая служба) (Amt A V «Personalamt»), начальник: бригадефюрер СС и генерал-майор войск СС Гейнц Карл Фанслау (нем.)
  - A V 1 (замена, учёт, увольнение) (A V 1 «Ersatz, Erfassung, Entlassungen»)
  - A V 2 (производство в чины, командировки, назначения) (A V 2 «Beförderungen, Kommandierungen, Versetzungen»)
  - A V 3 (образование и подготовка) (A V 3 «Ausbildung und Schulen»)
  - A V 4 (кадры концлагерей: замена, увольнения, производство в чины, командировки, перестановки, образование) (A V 4 «KL: Ersatz, Entlassungen, Beförderungen, Kommandierungen, Versetzungen, Ausbildung»)

Управленческая группа «В» (войсковое хозяйство) (Amtsgruppe B «Truppenwirtschaft»)
- Начальник: группенфюрер СС и генерал-лейтенант войск СС Георг Лёрнер (февраль 1942 — конец января 1945 года)
  - Заместитель: штандартенфюрер СС Ганс Мозер (нем.) (Hans Moser) (август 1943 — нач. 1945 года)

- Amt B I (пищевая промышленность) (Amt B I «Verpflegungswirtschaft»), начальники: штандартенфюрер СС Курт Притцель (нем.) (Kurt Prietzel) (20 февраля 1942 — 1 февраля 1943 года), штандартенфюрер СС Ганс Мозер (нем.) (Hans Moser) (с августа 1943), штандартенфюрер СС Эрвин Ченчер (нем.) (Erwin Tschentscher) (1 октября 1943—1945)
  - B I 1 (планирование и поставки продовольствия) (B I 1 «Planung und Beschaffung der Verpflegung»)
  - B I 2 (войсковые промышленные лагеря) (B I 2 «Truppen-Wirtschafts-Lager»)
  - B I 3 (проба и проверка продуктов, обучение поваров, учебные кухни) (B I 3 «Versuche und Nahrungsmittelprüfung, Ausbildung der Köche, Lehrküchen»)
- Amt B II (обмундирование) (Amt B II «Bekleidungswirtschaft»)
  - B II 1 (обмундирование и снаряжение) (B II 1 «Bekleidung und Ausrüstung»)
  - B II 2 (швейные предприятия СС) (B II 2 «SS-Bekleidungswerke»)
  - B II 3 (касса по вещевому довольствию СС) (B II 3 «SS-Kleiderkasse»), начальник: оберштурмбаннфюрер СС Фриц Лехлер.
- Amt B III (казарменное хозяйство) (Amt B III «Unterkunftswirtschaft»), начальник: оберштурмбаннфюрер СС Фридрих Кёрберлейн;
  - B III 1 (планирование и поставки для казарм) (B III 1 «Planung und Beschaffung der Unterkunftsgeräte»)
  - B III 2 (казармы) (B III 2 «Unterkunftslager»)
  - B III 3 (транспортная служба управленческих групп «А» и «В», включая хозяйственные лагеря) (B III 3 «Kraftfahrwesen für Amtsgruppen A und B einschließlich Wirtschafts-Lager»)
- Amt B IV (сырье и поставки) (Amt B IV «Rohstoffe und Beschaffungen»), начальник: оберштурмбаннфюрер СС Андреас Веггель
  - B IV 1 (сырье) (B IV 1 «Rohstoffe»)
  - B IV 2 (поставки для швейной промышленности) (B IV 2 «Beschaffung von Bekleidung»)
  - B IV 3 (ценовой контроль) (B IV 3 «Preisprüfwesen»)
  - B IV 4 (заказы, поставки из заграницы) (B IV 4 «Auftragsverlagerung, Beschaffungen im Ausland»)
- Amt B V (транспортная служба) (Amt B V «Kraftfahrwesen»), начальник — штандартенфюрер СС Рудольф Шейде (нем.) (Rudolf Scheide) (1 октября 1942—1945)

Управленческая группа «С» (строительство) (Amtsgruppe C «Bauwesen»)
- Начальник: обергруппенфюрер СС и генерал войск СС Ганс Фридрих Карл Франц Каммлер (Hans Friedrich Karl Franz Kammler) (1 февраля 1942 — апрель 1945 года); оберштурмбаннфюрер СС д-р Ганс Шлейф (Hans Schleif) (и. о. с декабря 1944 года),
  - Заместитель: оберштурмбаннфюрер СС доктор Ганс Шлейф (Hans Schleif), штурмбаннфюрер СС Бушинг (Busching)

- Amt C I (общее строительство) (Amt C I «Allgemeine Bauaufgaben»), начальники: штурмбаннфюрер СС Карл Вильгельм Зеземанн (Karl Wilhelm Sesemann) (1 марта 1942 — июль 1942 года); оберштурмбаннфюрер СС Ганс Шлейф (Hans Schleif), штандартенфюрер СС Густав Ралл (Gustav Rall)
  - C I 1 (строительство для нужд Войск СС) (C I 1 «Bauten der Waffen-SS»)
  - C I 2 (строительство для нужд концлагерей и лагерей военнопленных) (C I 2 «Bauten der Konzentrationslager und Kriegsgefangenenlager»)
  - C I 3 (строительство для нужд германской полиции) (C I 3 «Bauten der Deutschen Polizei»)
  - C I 4 (строительство для нужд Общих СС) (C I 4 «Bauten der Allgemeinen SS»)
- Amt C II (специальное строительство) (Amt C II «Sonderbauaufgaben»), начальник: оберштурмбаннфюрер СС Макс Кифер (нем.) (Max Kiefer) (февраль — май 1945 года)
  - C II 1 (строительство для пищевой и швейной промышленности) (C II 1 «Verpflegungs- und Bekleidungsbauten»)
  - C II 2 (строительство для промышленности вооружения, снаряжения и средств связи) (C II 2 «Waffen-, Munition- und Nachrichtenbauten»)
  - C II 3 (лазареты и санитарные части) (C II 3 «Lazarette und Reviere»)
  - C II 4 (строительство для нужд национально-политических учебно-воспитательный заведений и школ-интернатов (школ НАПОЛАС)) (C II 4 «Nationalpolitische Erziehungsanstalten und Heimschulen»)
  - C II 5 (жилищное строительство) (C II 5 «Wohnungsfürsorge»)
  - C II 6 (хозяйственное и специальное строительство) (C II 6 «Wirtschafts- und Sonderbauten»)
- Amt C III (техническое обеспечение) (Amt C III «Technische Fachgebiete»), начальники: штурмбаннфюрер СС Генрих Виртц (Heinrich Wirtz), штурмбаннфюрер СС Вернер Флото (Werner Floto), штурмбаннфюрер СС Рудольф Шминке (Rudolf Schmincke)
  - C III 1 (инженерное строительство) (C III 1 «Ingenieurbau»)
  - C III 2 (ирригация и осушение) (C III 2 «Be- und Entwässerung»)
  - C III 3 (станкостроение) (C III 3 «Maschinenbau»)
  - C III 4 (топографическая съемка) (C III 4 «Vermessung»).
- Amt C IV (архитектура) (Amt C IV «Künstlerische Fachgebiete»), начальники: штурмбаннфюрер СС д-р Вильгельм Шнейдер (Wilhelm Schneider), штурмбаннфюрер СС Блашке (Blaschke), штурмбаннфюрер СС д-р Освин Флир (Oswin Flir)
  - C IV 1 (городское строительство и проектирование) (C IV 1 «Städtebau- und Entwurfsgestaltung»)
  - C IV 2 (строительство в сельской местности) (C IV 2 «Landschafts- und Raumgestaltung»)
- Amt C V (центральная строительная инспекция) (Amt C V «Zentrale Bauinspektion»), начальники: оберштурмбаннфюрер СС Вернер Ноэль (Werner Noell), оберштурмбаннфюрер СС Вильгельм Ленцер (Wilhelm Lenzer)
  - C V 1 (служба надзора за строительными подразделениями СС и строительными проектами) (C V 1 «Dienstaufsicht über SS-Baudienststellen und Bauvorhaben»)
  - C V 2 (проверка бюджета и счетов) (C V 2 «Haushalt und Rechnungslegung»)
  - C V 3 (проверка службы поставок сырья и строительных лагерей) (C V 3 «Rohstoffstelle Bau und Baulager»)
  - C V 4 (транспортная служба управленческой группы «C») (C V 4 «Kraftfahrwesen für Amtsgruppe C»)
- Amt C VI (содержание строительных объектов и производство) (Amt C «VI Bauunterhaltung und Betriebswirtschaft»), начальник: штандартенфюрер СС Франц Эйреншмальц (нем.) (Franz Eirenschmalz) (1 февраля 1942 — май 1945 года)
  - C VI 1 (содержание объектов войск СС) (C VI 1 «Liegenschaften der Waffen-SS»)
  - C VI 2 (содержание объектов общих СС) (C VI 2 «Liegenschaften der Allgemeinen SS»)
  - C VI 3 (служба предварительной проверки для строительства) (C VI 3 «Vorprüfungsstelle für das Bauwesen»)
- Amt C VII (заводы) (Amt C VII «Betriebe»)

Управленческая группа «W» (промышленность) (Amtsgruppe W «Wirtschaftliche Unternehmungen»)
- Начальники: Ганс Карл Хоберг (нем.) (Hans Karl Hohberg) (февраль 1942 — июнь 1943 года), оберфюрер СС Ганс (Йоханнес) Генрих Байер (нем.) (Johannes Heinrich Baier) (август 1943 — май 1945 года)
  - Заместитель: гауптштурмфюрер СС Лео Нарцисс Фольк (нем.) (Leo Narziß Volk) (сентябрь 1944 — март 1945 года)

- Amt W I (каменные и изоляционные материалы/Германия) (Amt W I «Steine und Erden (Reich)»), начальник: оберштурмбаннфюрер СС Кунц Андреас Эмиль Карл Мумментей (нем.) (Kunz Andreas Emil Karl Mummenthey) (февраль 1942 — весна 1945 года)
  - W I 1 («Deutsche Erd- und Steinwerke GmbH»)
  - W I 2 («Deutsche Erd- und Steinwerke GmbH»)
  - W I 3 («Porzellan Manufaktur Allach GmbH», «Bohemia Keramische Werke AG», «„Porag“ Porzellan Radiatoren GmbH», «Victoria Porzellan AG»)
- Amt W II (каменные и изоляционные материалы/Восток) (Amt W II «Steine und Erden (Ost)»), начальник: оберштурмбаннфюрер СС Йоханнес (Ганс) Карл Бернхард Бобермин (нем.) (Johannes Karl Bernhard Bobermin)
  - W II 1 («Ostdeutsche Baustoffwerke GmbH») (февраль 1942 — март 1944 года)
  - W II 2 (генеральный управляющий предприятиями в Штирии и Каринтии) (W II 2 «Generaltreuhänder für Baustofferzeugungsstätten der Gaue Steiermark und Kärnten»)
  - W II 3 (заводы на территории СССР) (W II 3 «Russlandbetriebe»)
- Amt W III (пищевая промышленность) (Amt W III «Ernährungsbetriebe»), начальник: гауптштурмфюрер СС Фридрих Рабенек;
  - W III 1 («Sudetenquell GmbH», «Heinr. Mattoni AG», «Apollinaris Brunnen AG», «Rheinahr Glasfabrik AG»)
  - W III 2 («Freudenthaler Getränke GmbH»)
  - W III 3 («Deutsche Lebensmittel GmbH»)
- Amt W IV (деревообрабатывающая промышленность) (Amt W IV «Holzbearbeitungsbetriebe»), начальник: гауптштурмфюрер СС Йозеф Оппербек;
  - W IV 1 («Deutsche Ausrüstungswerke GmbH»)
  - W IV 2 («Deutsche Heimgestaltungs GmbH»)
  - W IV 3 («Deutsche Meisterwerkstätten GmbH»)
- Amt W V (земледельческие, лесные, рыбные предприятия) (Amt W V «Land-, Forst- und Fischwirtschaft»), начальник: оберштурмбаннфюрер СС Генрих Фогель
  - W V 1 («Deutsche Versuchsanstalt für Ernährung und Verpflegung GmbH»)
  - W V 2 (лесное управление) (W V 2 «Forstverwaltung»)
  - W V 3 (рыбная промышленность) (W V 3 «Fischwirtschaft»)
- Amt W VI (текстильная и кожевенная промышленность) (Amt W VI «Textil- und Lederverwertung»), начальник: штурмбаннфюрер СС Фриц Лехлер;
  - W VI 1 («Gesellschaft für Textil und Lederverwertung GmbH»)
- Amt W VII (книгоиздание) (Amt W VII «Buch und Bild»), начальник: штандартенфюрер д-р Альфред Мишке
  - W VII 1 («Nordland Verlag GmbH»)
  - W VII 2 (германская художественная служба) (W VII 2 «Deutscher Bilderdienst»)
- Amt W VIII (специальные вопросы) (Amt W VIII «Sonderaufgaben»), начальники: оберфюрер СС Вальтер Зальпетер, штурмбаннфюрер СС Оскар Эдвин Вильгельм Хорст Кляйн (нем.) (Oskar Edwin Wilhelm Horst Klein) (февраль 1942 — 1 октября 1944 года)
  - W VIII 1 (Общество по уходу и охране памятников германской культуры) (W VIII 1 «Gesellschaft zur Pflege und Föderung deutscher Kulturdenkmäler e.V.»)
  - W VIII 2 (увековечение памяти короля Генриха, санатории и дома отдыха) (W VIII 2 «Externsteine-Stiftung e.V., König Heinrich Gedächtnis-Stiftung e.V., Genesungs- und Erholungsheime»)
  - W VIII 3 (строительство учреждений культуры) (W VIII 3 «Kulturbauten»)
- Юридический сектор («Rechtsamt»), начальники: гаптштурмфюрер СС Лео Нарцисс Фольк (нем.) (февраль 1942 — март 1945 года)

3—16 марта 1942 года на базе Инспекции концентрационных лагерей в составе ВФХА была создана Управленческая группа «D», в ведении которой сосредоточены все вопросы обслуживания концлагерей, использования труда заключенных и т. д.
Управленческая группа «D» (концентрационные лагеря) (Amtsgruppe D «Konzentrationslager»)
- Начальник: группенфюрер СС и генерал-лейтенант войск СС Рихард Глюкс (Richard Glücks) (с 3 марта 1943 года)[5]
  - Заместители: оберштурмбаннфюрер СС Герхард Маурер (ноябрь 1943 — май 1945 года), оберштурмбаннфюрер СС Рудольф Франц Фердинанд Хёсс (Rudolf Franz Ferdinand Höß) (1945)

- Amt D I (центральное управление) (Amt D I «Zentralamt»), начальники: оберштурмбаннфюрер СС Артур Либехеншель (Arthur Liebehenschel) (15 марта — 10 ноября 1943 года), оберштурмбаннфюрер СС Рудольф Франц Фердинанд Хёсс (1 мая 1944—1945)
  - D I 1 (дела заключенных) (D I 1 «Häftlingsangelegenheiten»)
  - D I 2 (служба связи, охранные и сторожевые собаки) (D I 2 «Nachrichtenwesen, Lagerschutz- und Wachhunde»)
  - D I 3 (транспортная служба) (D I 3 «Kraftfahrwesen»)
  - D I 4 (вооружение и оборудование) (D I 4 «Waffen und Geräte»)
  - D I 5 (обучение войск) (D I 5 «Schulung der Truppe»)
- Amt D II (труд заключенных) (Amt D II «Arbeitseinsatz der Häftlinge»), начальники: оберштурмбаннфюрер СС Герхард Маурер (март 1942 — май 1945 года), штандартенфюрер СС Ганс Мозер (нем.) (Hans Moser) (январь — апрель 1945 года, и. о.)
  - D II 1 (использование заключенных) (D II 1 «Häftlingseinsatz»), начальник: штурмбаннфюрер СС Карл Зоммер (нем.) (Karl Sommer) (май 1942—1945)
  - D II 2 (обучение заключенных) (D II 2 «Häftlingsausbildung»)
  - D II 3 (статистика и расчеты) (D II 3 «Statistik und Verrechnung»)
- Amt D III (санитарное обслуживание и лагерная гигиена) (Amt D III «Sanitätswesen und Lagerhygiene»), начальник: штандартенфюрере СС, д-р Энно Лоллинг (16 марта 1942 — 8 мая 1945 года)
  - D III 1 (врачебное и стоматологическое обеспечение СС) (D III 1 «Ärztliche und zahnärztliche Versorgung der SS»)
  - D III 2 (врачебное и стоматологическое обеспечение заключенных) (D III 2 «Ärztliche und zahnärztliche Versorgung der Häftlinge»), начальник: оберштурмбаннфюрер СС Герман Поок (нем.) (Hermann Pook) (сентябрь 1943 — май 1945 года)
  - D III 3 (гигиенические и санитарные мероприятия в концлагерях) (D III 3 «Hygienische und sanitäre Maßnahmen in den Konzentrationslager»)
- Amt D IV (управление концентрационными лагерями) (Amt D IV «Konzentrationslagerwervaltung»)
  - D IV 1 (бюджет, касса, зарплата) (D IV 1 «Haushalt, Kassen- und Besoldungswesen»)
  - D IV 2 (продовольственное снабжение) (D IV 2 «Verpflegung»)
  - D IV 3 (одежда) (D IV 3 «Bekleidung»)
  - D IV 4 (казармы) (D IV 4 «Unterkunft»)
  - D IV 5 (право, налоги, контракты) (D IV 5 «Rechts-, Steuer- und Vertragsangelegenheiten»).